# دردریچه
دردریچه، روستایی در دهستان مارز بخش چاه دادخدا شهرستان قلعه‌گنج در استان کرمان ایران است.

## جمعیت
بر پایه سرشماری عمومی نفوس و مسکن در سال ۱۳۹۵، جمعیت این روستا برابر با ۱۳۹ نفر (۳۷ خانوار) بوده‌است.